# Clifton Sandvliet
Clifton Sandvliet (* 18. August 1977 in Paramaribo) ist ein  ehemaliger surinamischer Fußballspieler.

## Karriere
Sandvliet spielte für die Nationale Armee (SNL), den SV Transvaal und der Walking Boyz Company. Drei Mal gewann Sandvliet die Torschützenklassifikation der SVB-Liga.
Sandvliet begann seine internationale Karriere in der surinamischen Fußballnationalmannschaft im Jahr 2000. Er nahm an den Qualifikationsspielen für die Weltmeisterschaften 2002, 2006 und 2010 teil. Hierbei machte er 14 Spiele und erzielte 4 Tore.
Des Weiteren war er Teilnehmer in der Qualifikations- und Gruppenphase des Caribbean Nations Cup 2001 in Trinidad und Tobago. Bei diesem Turnier schoss er bei der 3:4-Niederlage gegen Kuba ein Tor.